# Пони (группа)
«Пони» — российская рок-группа. Основана в 2003 году в Москве.
Исторически основу аудитории «Пони» составляют студенты-гуманитарии. Критики охарактеризовали музыку группы как «небеспомощный студенческий рок».

## История
Группа образована в 2003 году в Москве Алексеем Пономарёвым, автором песен и основным вокалистом, и Виктором Давыдовым, гитаристом. В таком составе был записан первый альбом — «Время побед». Спустя год к «Пони» присоединилась ритм-секция — барабанщица Марина Бродская и бас-гитарист Сергей Шувалов (оба уже покинули коллектив).
7 декабря 2005 года «Пони» выступили на концерте в защиту Музея кино.
Зимой 2005—2006 годов группа записала свой второй альбом — «На высоте». С одной из песен с этого альбома «Пони» участвовали в программе «Худсовет» на «Нашем радио», но проиграли группе «Хроноп».
В 2008 году «Пони» выпустили альбом «Сказки завтрашнего дня». Продюсером записи стал Артем Аматуни, также работавший, например, с группой «Паперный Т. А..М…» и экс-вокалисткой «Мельницы» Алевтиной. 2 апреля 2009 года группа представила песни со «Сказок завтрашнего дня» в программе Льва Ганкина «Лидер продаж» на «Радио Культура».
Летом 2009 года группа снялась для проекта «Проверка звука». Видеоролик на песню «Тайные знаки» был опубликован на OpenSpace.ru 16 ноября.
18 октября 2010 года на сайте Lenta.ru состоялась премьера песни «Понедельник».
7 января 2011 года группа выпустила рождественский EP «Застряли в Баффало». Диск был назван в честь победы молодежной сборной России на чемпионате мира по хоккею. Российские хоккеисты не смогли вылететь из Баффало на родину, так как были пьяны. В октябре того же года вышел альбом «Велотрек».
В октябре 2011 года вышел четвертый альбом группы – «Велотрек», охарактеризованный журналом «Афиша» как «тринадцать песен городского романтического поп-рока, по большей части приятного».
В июне 2013 года вышел пятый альбом группы – «Веселись и пой», презентованный на сайте «Афиши». Шеф-редактор «Афиши» Александр Горбачёв положительно отозвался об альбоме и охарактеризовал его как «блюз непростого человека, пытающегося сохранить присутствие духа в обстоятельствах, которые способствуют исключительно его отсутствию». Положительной была и оценка музыкального обозревателя журнала «Русский репортер» Натальи Зайцевой: «Этот альбом серьезен, в нем совсем нет стеба, что, с одной стороны, опять же ставит его за рамки тренда, с другой — поднимает на высоту, которую никто не решается брать. Несмотря на название, «Веселись и пой» — пластинка печальная, размеренная и в каком-то смысле даже занудная: её сочинили люди, которым довольно тоскливо жить, и у них есть смелость в этом признаться».
В мае 2015 года вышел шестой студийный альбом группы – «Сами по себе». Пластинка была представлена на сайте «Афиша-Волна». Альбом получил некоторое количество положительных отзывов, в том числе от проекта «Colta».

## Состав
- Виктор Давыдов — бас
- Алексей Пономарёв — вокал, гитара
- Анна Шварц — барабаны
- Алексей Шмариович — гитара
- Олег Марипридеруеско — труба

## Дискография

### Студийные альбомы
- Время побед (2004)
- На высоте (2006)
- Сказки завтрашнего дня (2008)
- Застряли в Баффало (EP, 2011)
- Велотрек (2011)
- Веселись и пой (2013)
- Сами по себе (2015)

### Концертные альбомы
- Небеспомощный студенческий (2009; запись 2004)